# بعض الأوراق الخضراء (رواية)
بعض الأوراق الخضراء (بالإنجليزية: A Few Green Leaves)‏ هي رواية للكاتبة الإنجليزية باربرا بيم، نشرت عام 1980، عن دار نشر ماكميلان.